# Phyllophaga dieteriana
Phyllophaga dieteriana är en skalbaggsart som beskrevs av Deloya och Moron 1998. Phyllophaga dieteriana ingår i släktet Phyllophaga och familjen Melolonthidae. Inga underarter finns listade i Catalogue of Life.